# 国民议会 (马拉维)
国民议会（英語：National Assembly）是马拉维的国家立法机关。每届议会任期5年。现任议长是Richard Msowoya。
马拉维宪法规定，议会实行两院制，由参议院和国民议会组成。但参议院一直没有成立，所以事实上马拉维议会实行一院制，只有国民议会一个立法机关。